# Henry Breckinridge
Henry Skillman Breckinridge (Chicago, 1886. május 25. – New York, 1960. május 2.) amerikai jogász, politikus, olimpiai bronzérmes vívó.

## Sportpályafutása
Tőr és párbajtőr fegyvernemekben is versenyzett, nemzetközi jelentőségű eredményt tőrvívásban ért el.